# Nove da Fama

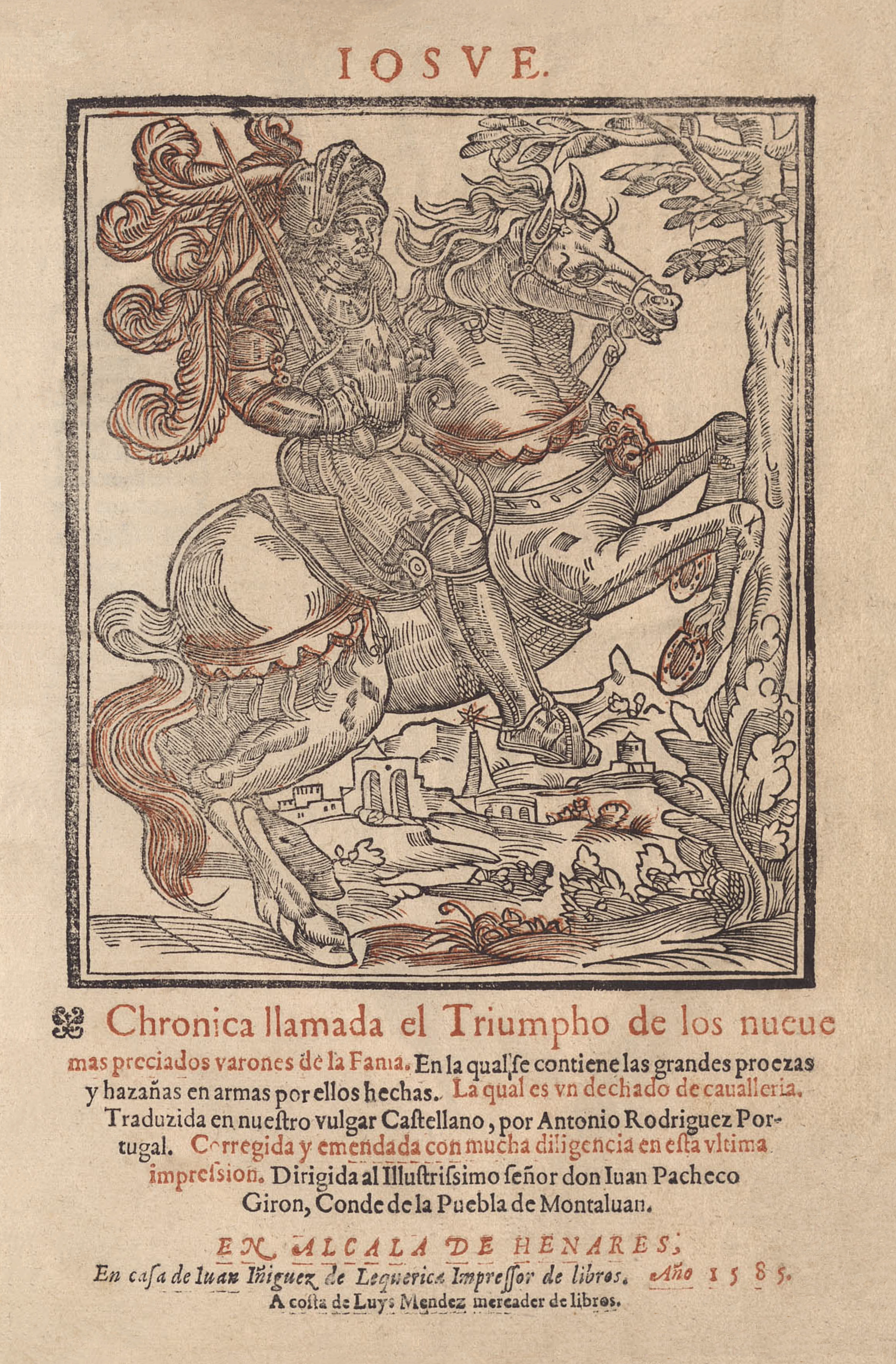
Os Nove da Fama (Alcalá de Henares, 1585)

Os "Nove da Fama" são nove figuras históricas que foram consideradas os máximos representantes do ideal da cavalaria durante a Idade Média. Algumas destas figuras são personalidades reais, enquanto outras são já de veracidade histórica duvidosa, uma vez que suas vidas e feitos são descritos apenas por livros de natureza religiosa-cultural de determinada nação, como a Ilíada e o Velho Testamento, ou por lendas populares.
Foram divididos em tríades, segundo a sua religião, escolhendo os melhores cavaleiros do paganismo, do judaísmo, e do cristianismo. A escolha rapidamente se converteria num tema comum na literatura e na arte medievais, e permanece no imaginário popular colectivo.

## Origem e difusão

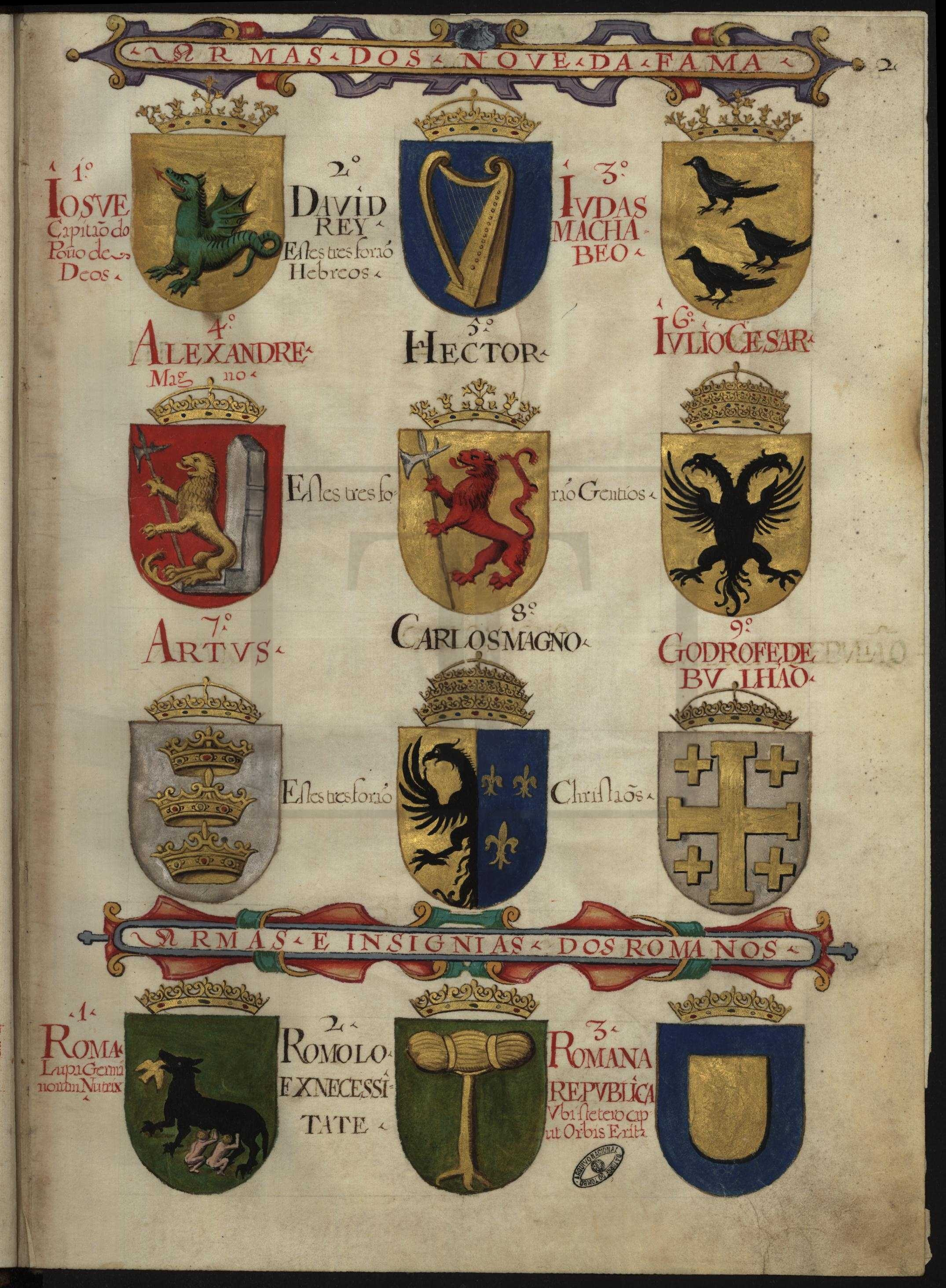
Armas dos Nove da Fama, in Thesouro de Nobreza (fl 2^{r}) (1675)

O primeiro a agrupá-los sob este nome foi Jacques de Longuyon na sua Voeux du Paon em 1312. Em francês são conhecidos como Les Neuf Preux, de uma palavra arcaica cuja etimologia é a mesma de "proeza"; são assim os nove bravos ou valentes.
O topos dos nove campeões rapidamente ganhou popularidade na Europa medieval. Em Inglaterra são conhecidos como The Nine Worthies, ou os nove dignos, o que alude ao facto de que embora vários tivessem professado outras religiões que a da Igreja Católica da era medieval, as suas nobres acções e indismentível bravura claramente os faziam dignos de veneração. Na Península Ibérica, o termo Els Nou Preuats, aplicado aos nove na Catalunha, o centro político e económico do reino de Aragão, reflecte a etimologia original de Jacques de Longuyon. Na historiografia dos reinos ocidentais medievais - Leão, Castela, e Portugal - são conhecidos como Os Nove da Fama. Cervantes, no seu Dom Quixote (1605), faz por exemplo o protagonista exclamar:

—Sancho amigo, has de saber que yo nací por querer del cielo en esta nuestra edad de hierro para resucitar en ella la de oro, o la dorada, como suele llamarse. Yo soy aquel para quien están guardados los peligros, las grandes hazañas, los valerosos hechos. Yo soy, digo otra vez, quien ha de resucitar los de la Tabla Redonda, los Doce de Francia y los Nueve de la Fama...

O magnífico Livro do Armeiro-Mor, de João do Cró (1509), o mais importante e antigo armorial existente em Portugal, dedica um capítulo aos Nove da Fama, com nove soberbas iluminuras de página inteira no início da obra. O mesmo faz o já bastante posterior Thesouro de Nobreza, do Rei de Armas Índia Francisco Coelho (1675), que também abre com uma página dedicada aos Nove da Fama. O facto destes armoriais abrirem com estes nove heróis é bem indicativo da sua popularidade, até mesmo na segunda metade do século XVII.

## "Os Nove da Fama"

### "Os TrêsGentios"
- Heitor
- Alexandre Magno
- Júlio César

### "Os TrêsHebreus"
- Josué
- David
- Judas Macabeu

### "Os Três Cristãos"
- Rei Artur
- Carlos Magno
- Godofredo de Bulhão

## Representações
Para além das representações nos dois armoriais portugueses, existem numerosas representações dos Nove da Fama na arte europeia da Idade Média. A mais antiga escultura conhecida encontra-se no antigo edifício municipal de Colónia, na Alemanha, onde os nove são chamados Neun Gute Helden, ou nove bons heróis.

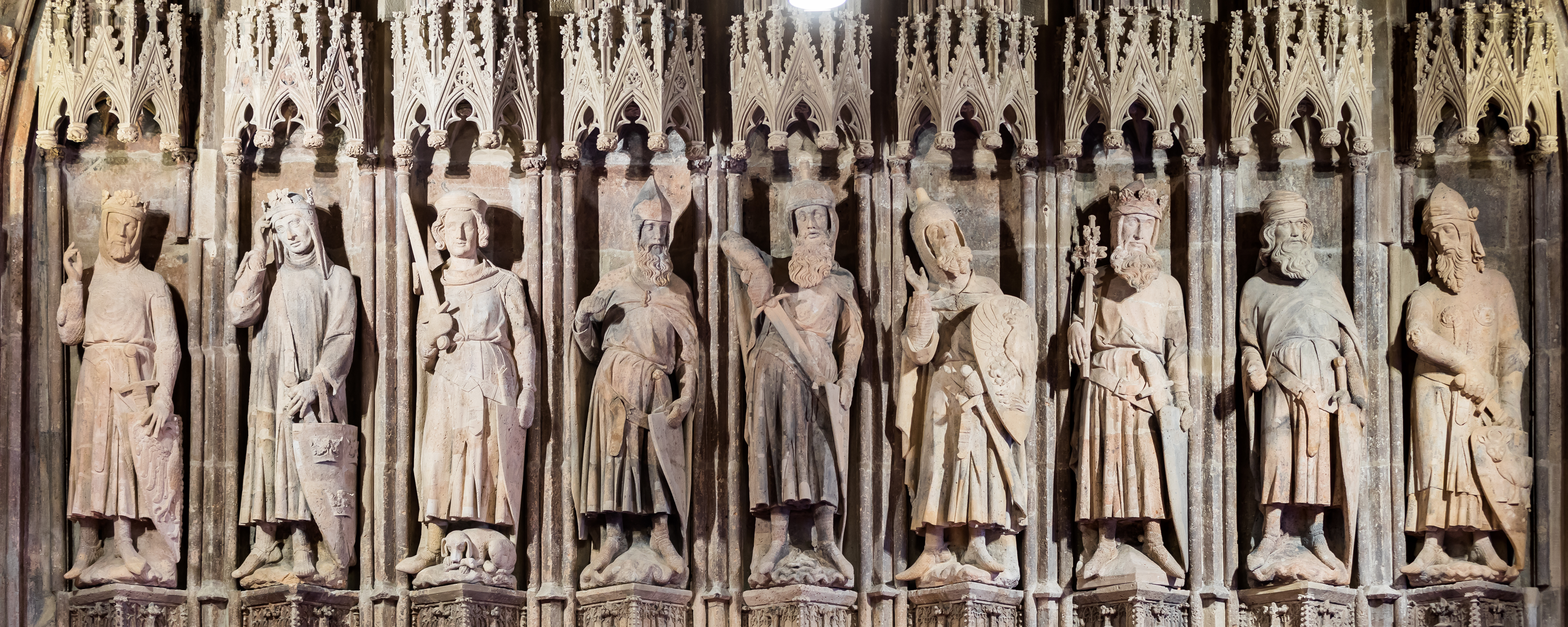
Escultura mais antiga conhecida dos Nove da Fama, no antigo edifício municipal de Colónia

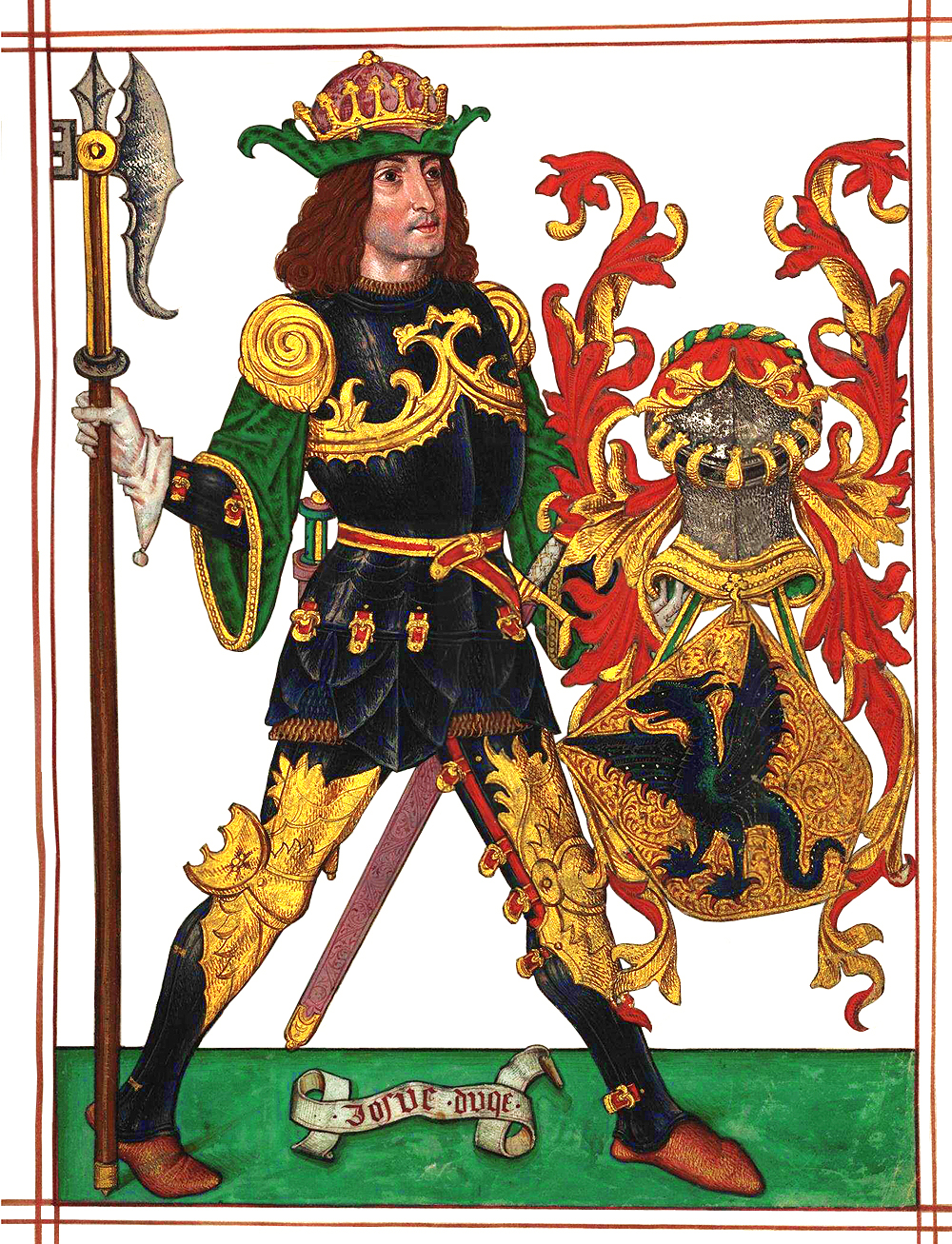
Josué
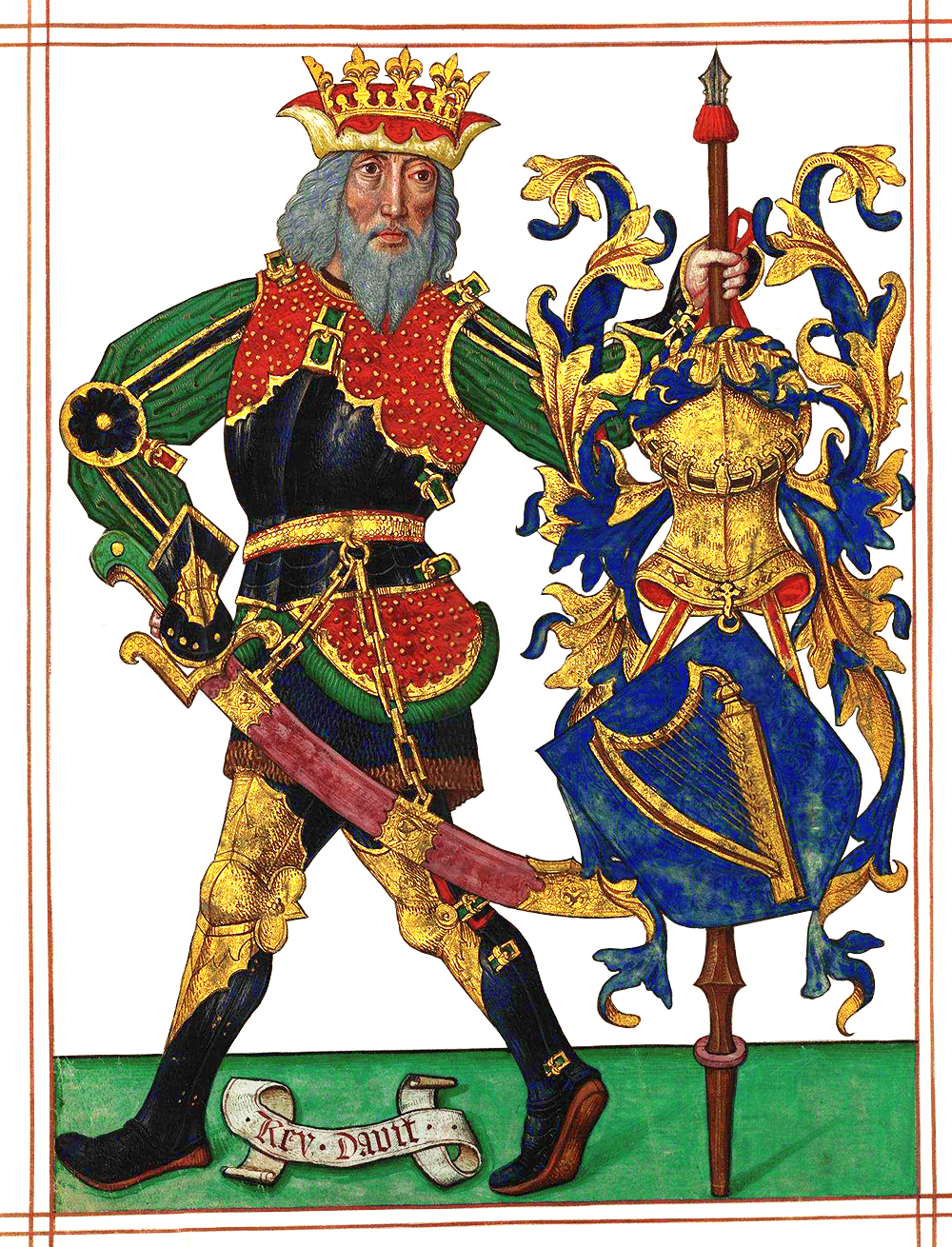
David
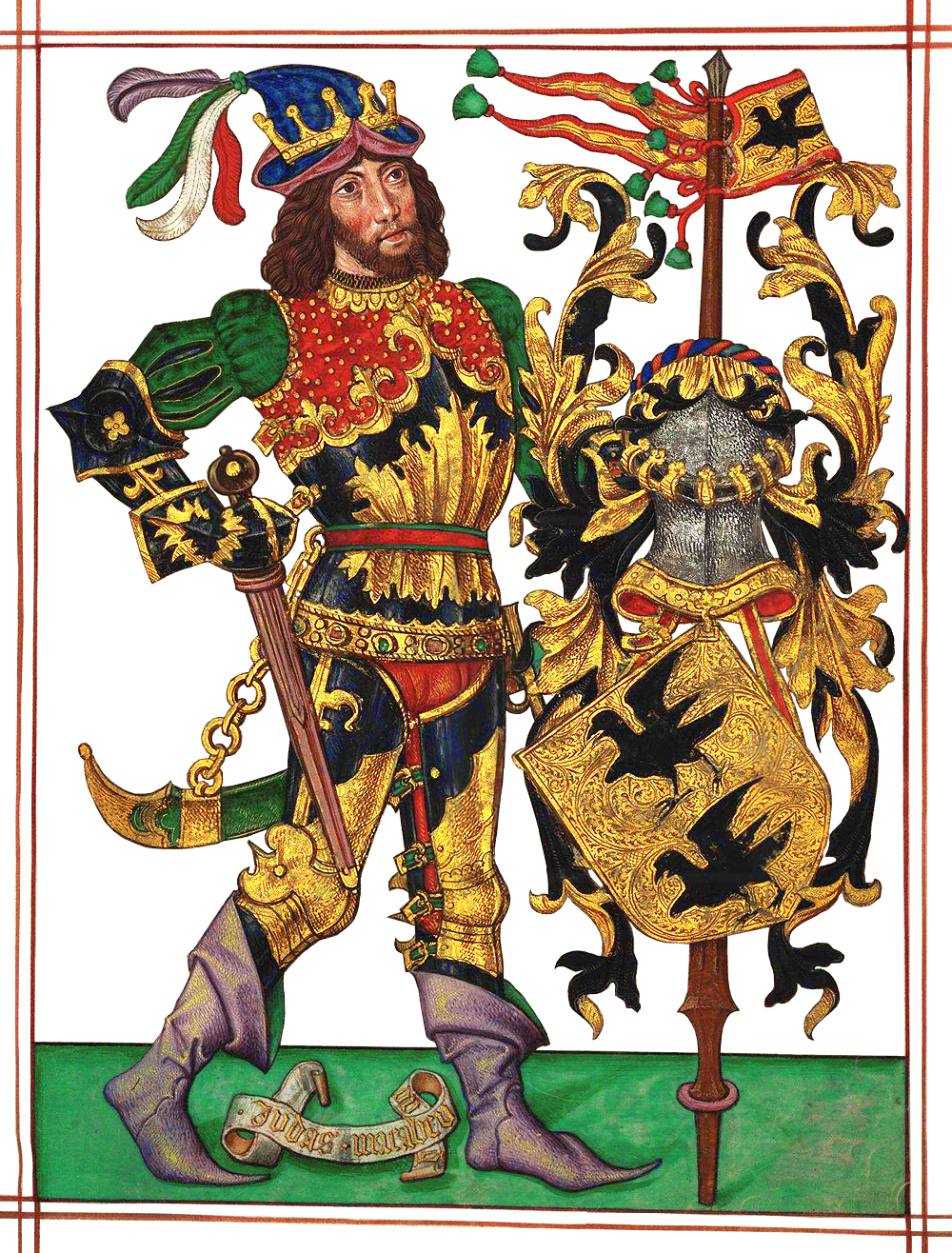
Judas Macabeu
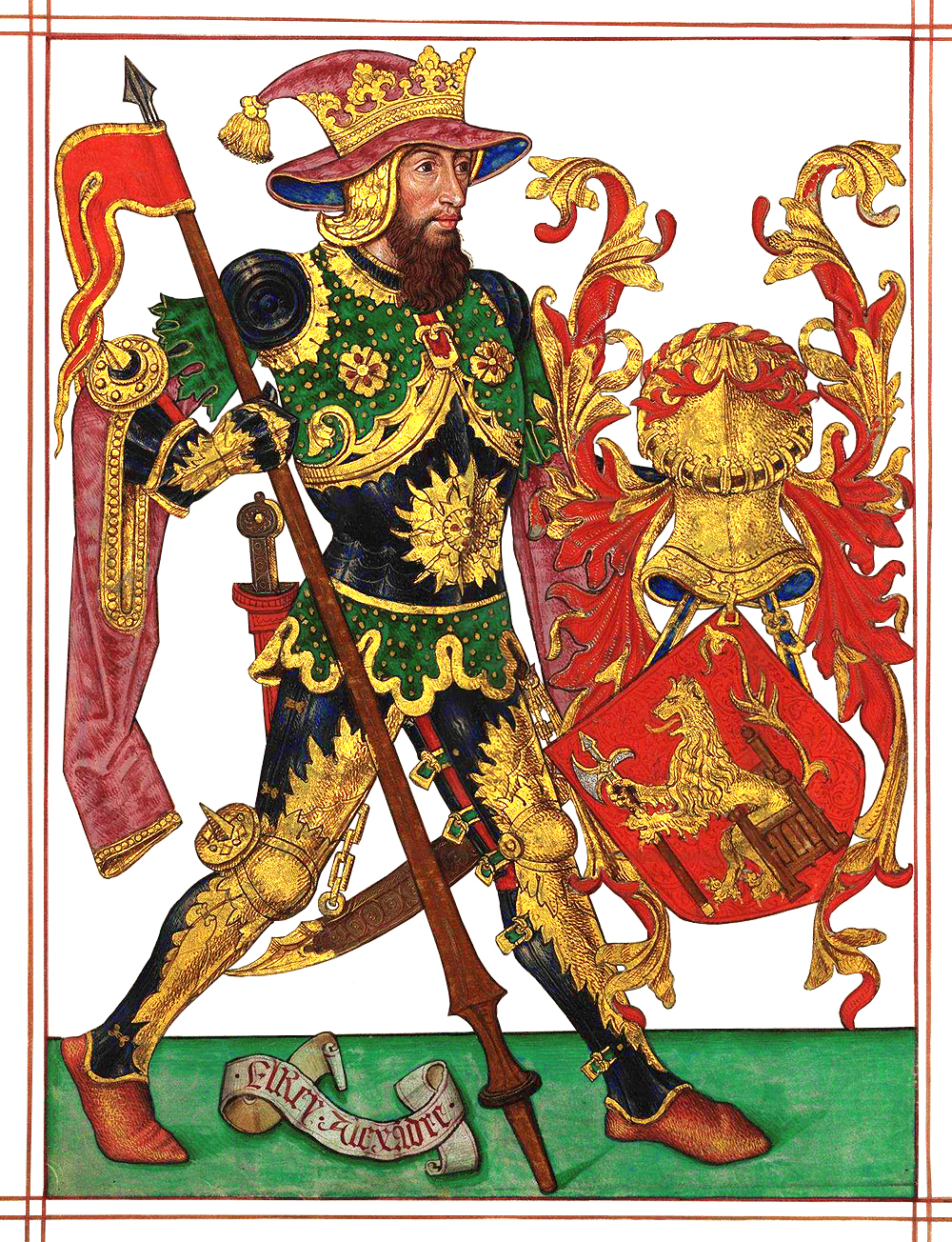
Alexandre Magno
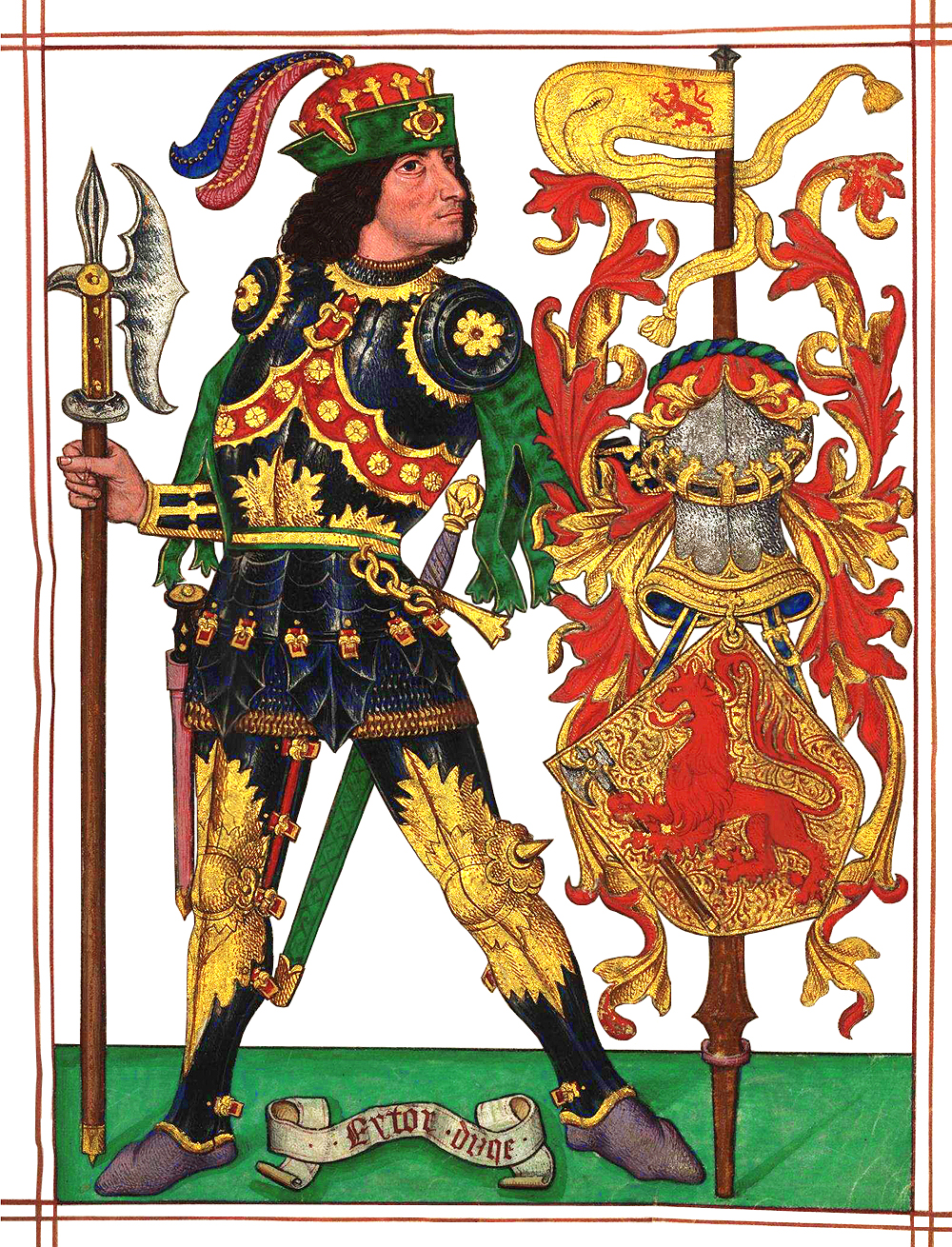
Heitor
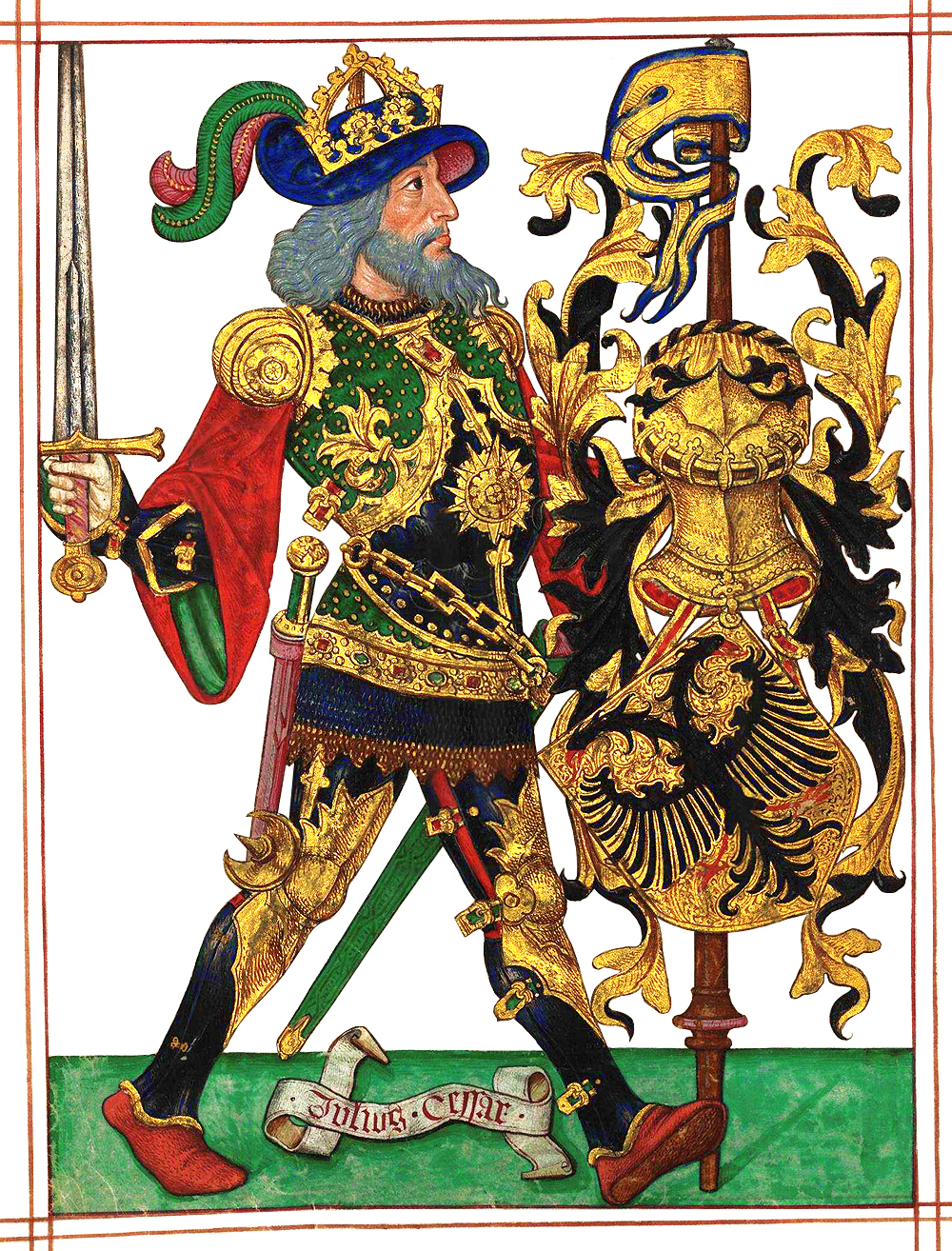
Júlio César
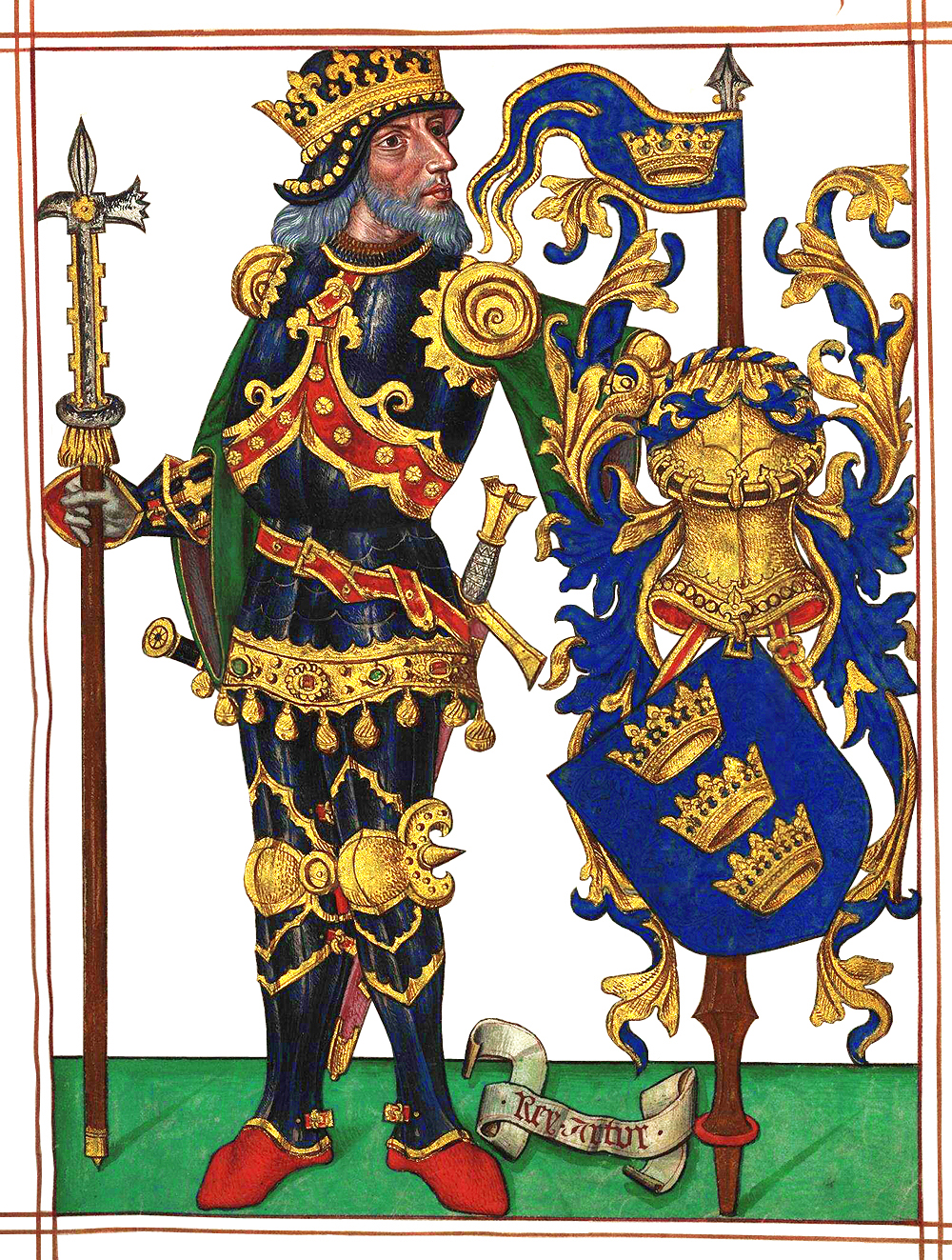
Rei Artur
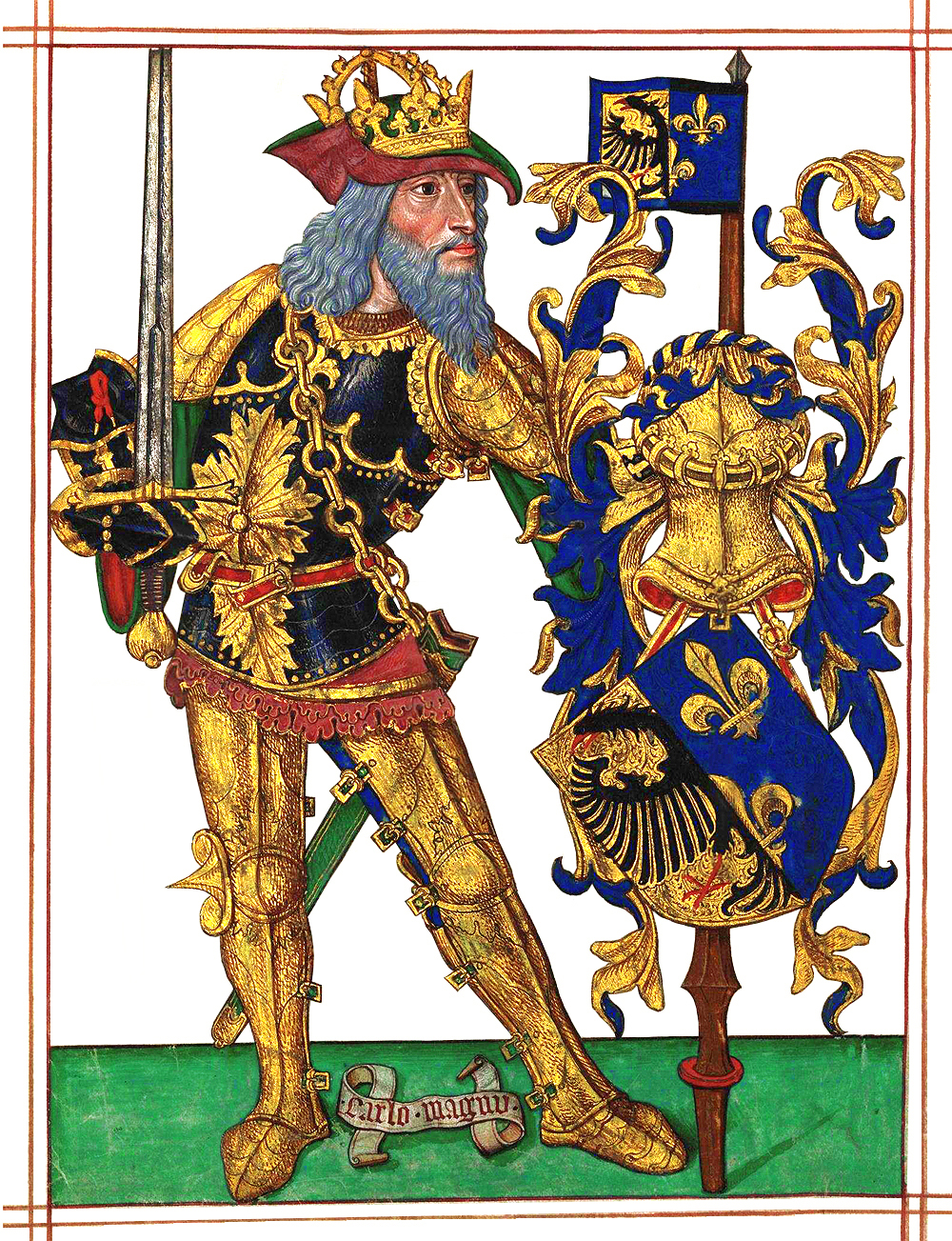
Carlos Magno
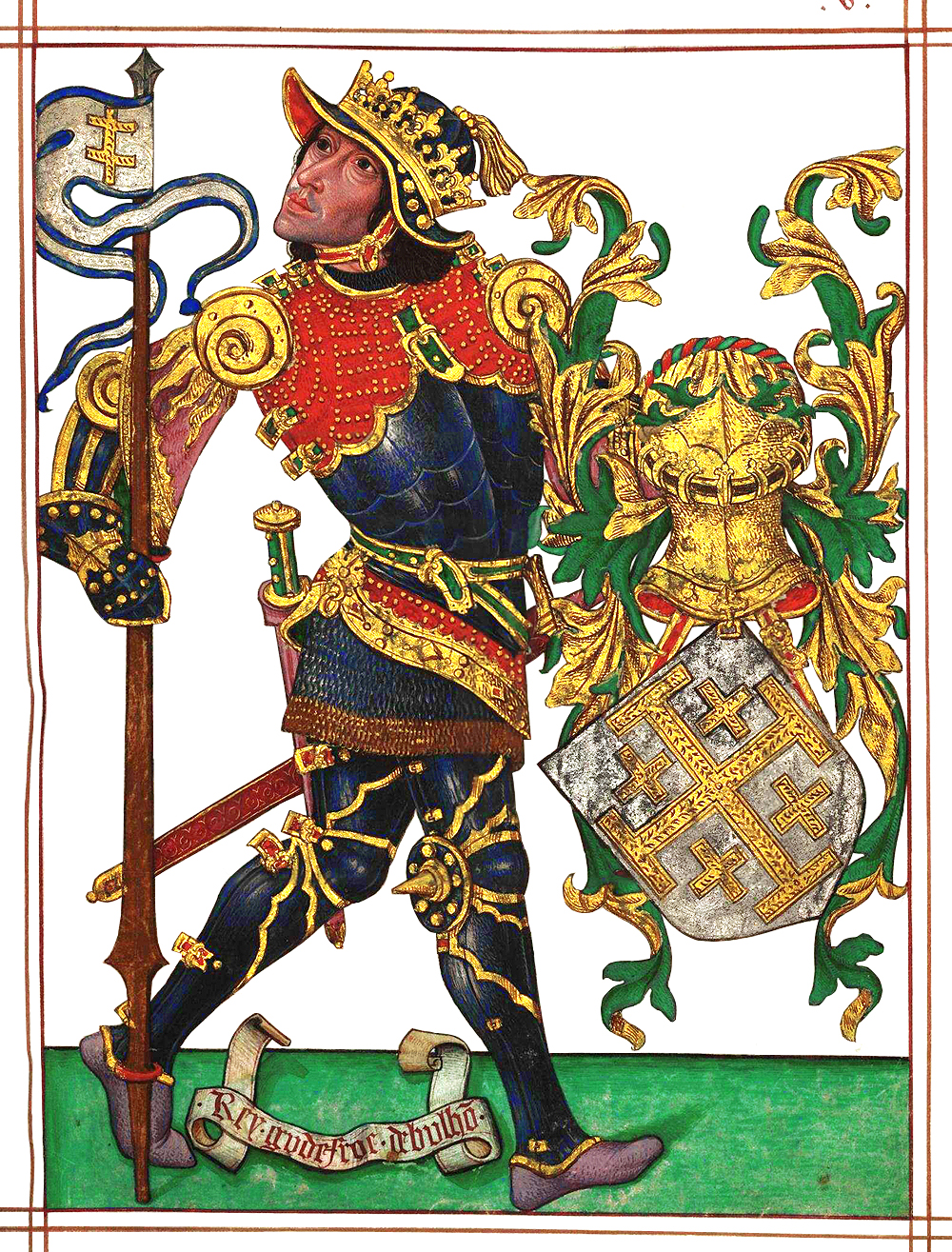
Godofredo de Bulhão